# Município Chibia
Município Chibia är en kommun i Angola.   Den ligger i provinsen Huíla, i den sydvästra delen av landet, 700 km söder om huvudstaden Luanda. Antalet invånare är 206 506.
Omgivningarna runt Município Chibia är huvudsakligen savann. Runt Município Chibia är det glesbefolkat, med 16 invånare per kvadratkilometer.